# Eveline (nouvelle)
Pour les articles homonymes, voir Éveline.
 (septembre 2022).
La mise en forme du texte ne suit pas les recommandations de Wikipédia : il faut le « wikifier ».
Les points d'amélioration suivants sont les cas les plus fréquents. Le détail des points à revoir est peut-être précisé sur la page de discussion.
- Les titres sont pré-formatés par le logiciel. Ils ne sont ni en capitales, ni en gras.
- Le texte ne doit pas être écrit en capitales (les noms de famille non plus), ni en gras, ni en italique, ni en « petit »…
- Le gras n'est utilisé que pour surligner le titre de l'article dans l'introduction, une seule fois.
- L'italique est rarement utilisé : mots en langue étrangère, titres d'œuvres, noms de bateaux, etc.
- Les citations ne sont pas en italique mais en corps de texte normal. Elles sont entourées par des guillemets français : « et ».
- Les listes à puces sont à éviter, des paragraphes rédigés étant largement préférés. Les tableaux sont à réserver à la présentation de données structurées (résultats, etc.).
- Les appels de note de bas de page (petits chiffres en exposant, introduits par l'outil «  Source ») sont à placer entre la fin de phrase et le point final[comme ça].
- Les liens internes (vers d'autres articles de Wikipédia) sont à choisir avec parcimonie. Créez des liens vers des articles approfondissant le sujet. Les termes génériques sans rapport avec le sujet sont à éviter, ainsi que les répétitions de liens vers un même terme.
- Les liens externes sont à placer uniquement dans une section « Liens externes », à la fin de l'article. Ces liens sont à choisir avec parcimonie suivant les règles définies. Si un lien sert de source à l'article, son insertion dans le texte est à faire par les notes de bas de page.
- La présentation des références doit suivre les conventions bibliographiques. Il est recommandé d'utiliser les modèles {{Ouvrage}}, {{Chapitre}}, {{Article}}, {{Lien web}} et/ou {{Bibliographie}}. Le mode d'édition visuel peut mettre en forme automatiquement les références.
- Insérer une infobox (cadre d'informations à droite) n'est pas obligatoire pour parachever la mise en page.

Pour une aide détaillée, merci de consulter Aide:Wikification.
Si vous pensez que ces points ont été résolus, vous pouvez retirer ce bandeau et améliorer la mise en forme d'un autre article.
Eveline est une nouvelle (short story) de l'écrivain irlandais James Joyce. Elle a été publiée pour la première fois en 1904 par la revue Irish Homestead et plus tard présentée dans son recueil de nouvelles de 1914 Dubliners. Elle raconte l'histoire d'Eveline, une adolescente qui envisage de quitter Dublin pour vivre en Argentine avec son amant.

## L'histoire
Une jeune femme, Eveline, âgée d'environ dix-neuf ans est assise à sa fenêtre, attendant de quitter la maison. Elle réfléchit aux aspects de sa vie qui la font fuir, alors que « dans ses narines il y avait une odeur de cretonne poussiéreuse.» Sa mère est décédée, tout comme son frère aîné Ernest. Son frère restant, Harry, est sur la route « dans le secteur de la décoration d'églises. » Elle craint que son père ne la batte comme il avait l'habitude de battre ses frères et elle a peu de loyauté pour son travail de vendeuse. Elle est tombée amoureuse d'un marin nommé Frank qui promet de l'emmener avec lui à Buenos Aires. Avant de partir à la rencontre de Frank, elle entend un orgue de barbarie à l'extérieur, et cela lui rappelle une mélodie jouée sur un orgue le jour de la mort de sa mère et la promesse qu'elle a faite à sa mère de s'occuper de la maison. Au quai où elle et Frank sont prêts à embarquer ensemble sur un navire, Eveline est profondément en conflit avec elle-même et prend la douloureuse décision de ne pas partir avec lui. Néanmoins, son visage n'exprime aucune émotion.
Comme d'autres contes chez les Dublinois, tel que Arabie, Eveline présente un voyage circulaire, où un personnage décide de retourner là où son voyage a commencé et où le résultat de son voyage est la déception et la réticence à voyager.